# Latvijas Radio 6 Radio Naba
Latvijas Radio 6 — Latvijas Universitātes Radio NABA (позднее — Latvijas Radio 6 Radio Naba) — альтернативная музыкальная программа, свободного формата радиостанция, которая впервые в эфире прозвучала 1 декабря 2002 года, в пределах Риги и рижского района на 95.8 FM, также транслируется в интернете на странице naba.lv и в мобильном приложении. За программами и новостями можно следить в социальных сетях.
В эфире можно услышать альтернативный рок, музыку народов мира, классический рок, джаз, а также различные альтернативные жанры, как индустриальная, электронная, экспериментальная, авангардная музыка. Также существует около 40 тематических передач о различных музыкальных направлениях, а также других отраслях культуры — искусстве, кино, театре, литературе, философии. Кроме того, транслируются передачи о новостях образования, окружающей среды и ее защиты, современные технологии, прав человека, происходящее в политике и т.д.

## История
Радиостанция была создана и впервые вышла в эфир 1 декабря 2002 года, создана при поддержке Латвийского университета и Latvijas Radio как отдельный латвийский радиоканал. Изначально радиостанция была доступна в столице и ее окрестностях на 96.2 FM а начиная с 1 января 2006 года, перенесли на новую частоту - 93.1 FM. В конце марта 2014 года, была запущена новая радиостанция для молодёжи LR5 (Pieci.lv), которая также транслирует несколько часов в день созданные программы Radio NABA. Начиная с февраля 2015 года, в Риге и ее окрестностях перенесли на 95.8 FM.

## Внешние ссылки
- naba.lv — официальный сайт Latvijas Radio 6 Radio Naba  (латыш.)